# Quentin Quire
Quentin Quire, també conegut com a Kid Omega és un personatge de ficció de l'univers de Marvel Comics. La seva primera aparició va ser a New X-Men, 122 (març del 2002). Fou creat pel guionista Grant Morrison i pel dibuixant Frank Quitely.

## Biografia

### Institut Xavier
Quentin Quire va començar a ser alumne de l'Institut Xavier quan el Professor X retorna de la guerra amb Genosha i reconstrueix la Mansió-X. Immediatament mostra el seu intel·lecte brillant i esdevé el principal pupil de Xavier (Professor X), que intenta ensenyar-li a controlar els seus poders. Quire se'ns apareix com un poderós telèpata.
Quentin sovint apareix amb Glob Herman i les Stepford Cuckoos no confien en ell, cosa que Emma Frost considera que és degut a la rivalitat acadèmica.

### Omega Gang:New X-Men
Mentres és estudiant de Xavier, Quire inventa un globus antigravitatori per Martha Johansson (una mutant que només és un cervell). El dia del seu aniversari, Quentin reb una trucada dels seus pares, que li diuen que és adoptat. Això el desestabilitza. Quire també està al capdavant d'un grup de mutants que volen venjança pel recent assassinat del mutant Jumbo Carnation. També debat amb Xavier sobre la política de l'Institut Xavier.
Poc més tard, Quire i un grup d'estudiants mutants visiten la ciutat i Quire els convenç que prenguin una droga mutant. Quire i els seus amics es fan tatuatges amb el símbol Omega sobre una X. L'endemà comencen un motí a l'Institut Xavier, quan els visiten els familiars dels estudiants.

### Motí a l'Institut Xavier
Durant el motí, que enfronta als Omega Gang als membres de la Patrulla X, Quentin i els seus aconsegueixen derrotar a Cíclope, Henry McCoy (la Bèstia), Emma Frost i Xorn. Les trigèmines Cuckcoos han de ser qui parin a Quentin, utilitzant a Cerebra. Es descobreix que Quentin ho ha fet a causa del seu descobriment que era adoptat i al fet d'intentar fer-se veure a Sophie (una de les Cuckoos), per la que se sent atret. Al final del combat mental, Sophie cau morta als braços d'Emma Frost i Quentin Quire ha resultat greument ferit.
McCoy porta a Quire a la infermeria per intentar estabilitzar-lo, però el seu cos està envoltat per la seva energia psiònica. Això és degut a una mutació secundària, que aparentment ha fet que Quentin estigui en contacte telepàtic amb la totalitat de les persones del planeta de manera simultània. Veient que Quire estava a punt de morir, Xavier fa que Xorn envii a Quire a una mini-estrella que té al seu cap, que està a un altre pla.

### "Un pla d'existència més alt"
Quintin no es va morir, sinó que havia pujat a un pla d'existència més alt. Es va mantenir en una forma energètica en un continent creat per McCoy. El futur de Quentin era que esdevingués un avatar per la força Fènix (marvel).
Pocs mesos més tard, quan un fragment de la Força Fènix va tornar a la Terra, es va adonar de Quentin i l'investigà, pensant que podria ser Jean Grey. Això va fer que recuperés la consciència i que reconstituís el seu cos. Quire va pensar que el Fènix podria ressuscitar la seva estimada, Sophie, però va trobar que havia ressuscitat a Jean Gray per atraure l'atenció de Cíclope. Els X-Men van fer una batalla contra el Fènix. Aquest, prèviament, havia tancat a Emma Frost en un contenidor, que va trencar Quentin. Fènix va ressuscitar a Sophie, però aquesta estava molt disgustada amb Quentin Quire i va voler tornar a la mort. Aquest, disgustat, torna en la seva forma incorpòri i es queda al laboratori de McCoy.

### Complex del Messies
No es coneix què va passar amb el contenidor a on hi havia Quentin Quire quan l'Institut Xavier va ser destruït i abandonat en els events del Messiah Complex

## Poders i habilitats
A la sèrie d'X-Men, Quire posseeix habilitats cognitives i telepàtiques molt importants, que el permeten manipular la ment dels altres i altres coses.
A les minisèries X-Men: la cançó final del Fènix, Quire genera forces massives d'energia telequinètica, reestructura el cos de Sophie, cura instantàniament a Lobezno i vola amb velocitat supersònica.

## Altres versions

### What If?
Quentin apareix al número de What If: Rise & Fall of the Shi'ar Empire. Vulcan el mata.

### Exiles: Dies del Llavors i l'Ara
Quentin Quire era un dels herois supervivents durant l'onada aniquiladora. Quentin lidera un grup que inclou a Speedball, Patriota, Wiccan, Júlia Power i les tres Cuckos. Quentin comença una relació amb Sophie, els poders de la qual han canviat per incloure una precognició limitada. Després que Sophie li explica un somni on hi ha un grup d'herois que ajuden a restaruar les realitats espatllades anomenats Exiles, Quentin fa una missió interdimensional per a trobar els Exiles originals.

## A altres mitjans

### Cinema
Al film X-Men: The Last Stand, el personatge és interpretat per Ken Leung. en ella mata al Dr. Kavita Rao. Quentin és destruït per Fenix.